# Fallout: London
Fallout: London est un mod développé par Team Folon,,.Le mod, création de fan, modifie l'action-RPG Fallout 4 de Bethesda Softworks. Il a lieu dans une version post-apocalyptique de Londres,après un holocauste nucléaire, et se distingue de Fallout 4 de ne plus être situé aux États-Unis tout en restant dans le même univers, teinté de rétrofuturisme.
Annoncé le 16 juin 2021,, la sortie du mod, originellement prévue en 2023, a été plusieurs fois repoussée notamment en avril 2024 en raison de la sortie d'un patch pour Fallout 4 par Bethesda célébrant la sortie de la série télévisée Fallout. Il sort finalement le 25 juillet 2024.
Les critiques félicitent l'ambition et le détail apporté pour ce projet gratuit et applaudissent l'utilisation des lieux, des thèmes et d'autres éléments la culture londonienne et britannique, tout en critiquant les bugs du mod ainsi que les problèmes de performance à sa sortie.

## Trame

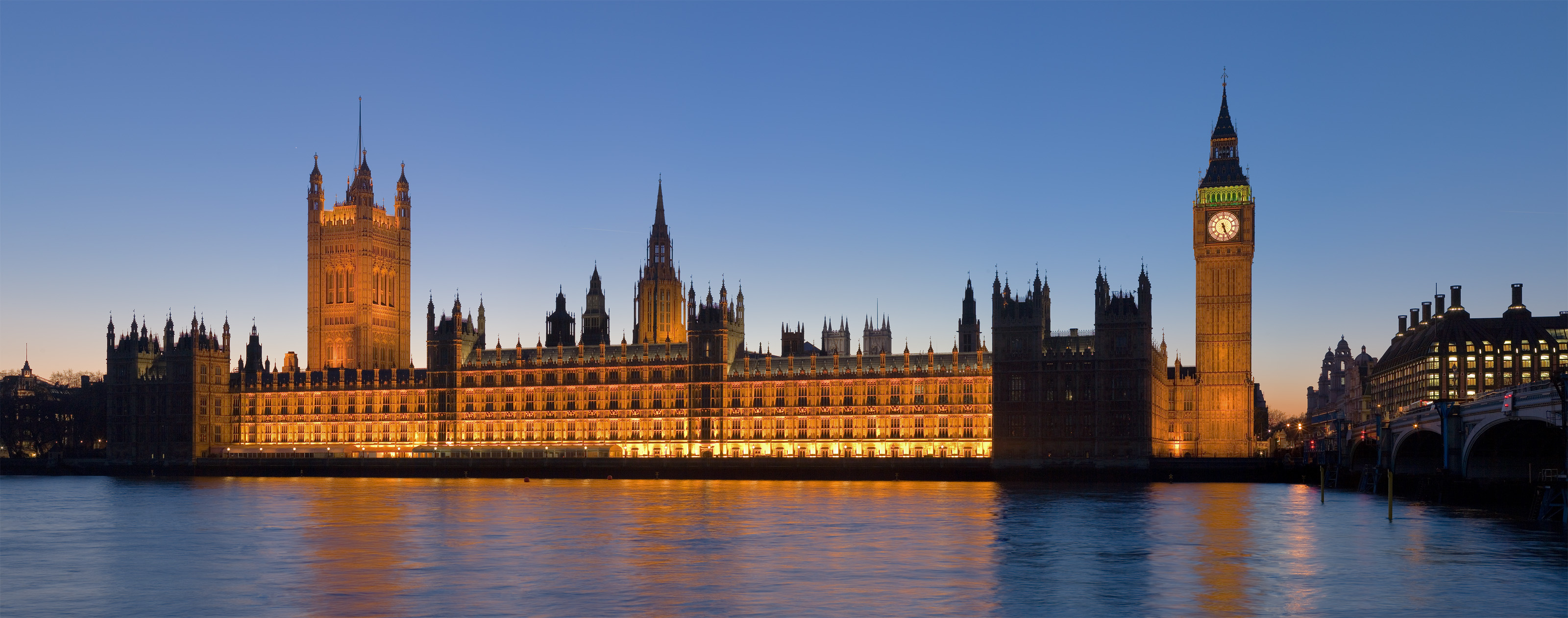
Le palais de Westminster, visitable dans le jeu, reste le siège du parlement britannique d'après guerre

Fallout : London se déroule en 2237, le plaçant entre les événements de Fallout 1 et 2. L'histoire commence après l'effraction d'un laboratoire, d'où le joueur, surnommé "le Voyageur" (The Wayfarer en anglais) doit s'échapper pour rejoindre la surface,. S'ensuit une suite de quêtes pour connaître les origines du joueur pendant laquelle il va découvrir les différentes factions cherchant à contrôler Londres au cours de l'histoire,.
Les trois principales factions que le joueur peut soutenir sont :
La Gentry : la haute société londonienne d'avant-guerre retranchée derrière des murailles érigées autour de Westminster et qui fait régner une société de caste sur Londres.
Camelot : inspirée par les Chevaliers de la Table Ronde, cette faction vise à faire tomber la Gentry afin d'instaurer une démocratie où tous les londoniens sont égaux. Ils opèrent depuis leur forteresse au sud-ouest de Londres
La Cinquième Colonne : parodie de la British Union of Fascists, cette faction, basée à Tower Hamlets, veut faire tomber la Gentry afin d'instaurer un régime dictatorial à Londres.

Londres est aussi remplie de factions mineures, parmi lesquelles :
Les Vagabonds : un gang basé à Bromley avec lequel le joueur a un contact dès le début et dirigé par Sebastian Gaunt, un chef de gang motivé par la vengeance. Le joueur peut soit aider Gaunt à prendre sa vengeance, soit devenir le chef des Vagabonds selon ses choix.
Le Syndicat de l'Île aux Chiens (The Isle of Dogs Syndicate ou IODS) : un puissant gang basé à Millwall et à Canary Wharf dirigé par Thomas Black. Ennemis jurés des Vagabonds, ce gang a un important lien commercial avec la Gentry à qui il fournit divers biens. Le joueur peut choisir d'éliminer le Syndicat, de trahir les Vagabonds pour le rejoindre ou de faire signer la paix entre les deux gangs.
Les Tommies : l'armée de terre britannique d'avant-guerre, chargée de maintenir l'ordre dans les secteurs de Londres qu'elle contrôle depuis son QG de l'Imperial War Museum et de protéger Westminster et la Gentry.
Angel : mystérieuse organisation dirigé par Mr. (ou Mrs. selon le sexe choisi par le joueur) Smythe, Angel est une organisation scientifique d'avant-guerre disposant d'un réseau de laboratoires souterrains où différentes expériences sont menées, notamment sur le clonage. Le joueur peut rejoindre Smythe et Angel pour soutenir la Gentry contre Camelot et la Cinquième Colonne.
Thameshaven : une ville souterraine aménagée dans une station du métro de Londres où vivent les Thamesfolk une race d'hommes-poissons qui ont muté à cause des radiations de la Tamise.
Les Roundels : gang basé à Hackney et dirigé par Pete Davies, tombé dans l'addiction aux drogues depuis la mort de son frère Keith lors d'une bataille contre un autre gang. Le joueur a le choix de suivre soit Manchester Mike pour soigner Pete de son addiction, soit de faire faire une overdose à Pete pour porter Dennis à la tête du groupe.
Les Pistols : groupe anarchiste inspiré de la culture punk, les Pistols sont installés à Camden où ils promeuvent l'égalité et l'individualisme. Le joueur devra accomplir plusieurs tâches pour gagner la confiance des Pistols et être coopté dans le groupe.
Les Miller's Men : basé à Islington et inspiré par les skinheads anglais, ce gang est le principal rival des Roundels. Le joueur n'aura que peu d'interactions avec ce groupe, à par des interactions hostiles.
Les Jack Tars : membres de la Royal Navy d'avant-guerre, les Jack Tars étaient en compétition avec les Tommies pour devenir le bras armé de la Gentry. Avec le temps, les Jack Tars sont devenus un gang semblable aux pillards que le joueur peut croiser tout au long de la partie.

## Système de jeu
Fallout: London est un jeu vidéo de rôle et d'action en monde ouvert. Le mod conserve la majorité du système de jeu de Fallout 4 mais reprend notamment des éléments du système de jeu de Fallout 3 et New Vegas. Les éléments déjà présents dans le jeu de base incluent la caméra qui peut être changée en vue subjective ou en vue à la troisième personne, le système de combat, la modification d'équipement et la construction de colonies. Le système de dialogue de Fallout 4 a lui été abandonné au profit de celui des opus précédents. Ce système permet de voir toutes les options de dialogues au contraire du système de dialogue Fallout 4, qui ne montre que des réponses abrégées. Le doublage des dialogues du personnage joueur à lui été supprimé,.
Le personnage joueur utilise un Atta-Boy, un ordinateur portable créé à partir d'un Pip-Boy (en) par Angel en utilisant la rétro-ingénierie. Il fonctionne comme le Pip-Boy : le joueur peut accéder à son inventaire, se soigner, écouter les radios londoniennes, voir ses quêtes en cours et accéder à un GPS. L'Atta-Boy dispose aussi d'une fonction compteur Geiger.
Au début du jeu, le joueur peut choisir son genre, changer ses caractéristiques physiques ainsi que choisir ses attributs (Perception, Endurance, Charisme, Intelligence, Agilité et Chance) qui lui permettent de choisir après une montée de niveau une compétence.
Le joueur peut aussi recruter un compagnon, chacun avec son histoire et qui peuvent aider le joueur en combat ou en exploration en crochetant les serrures et déverrouillant les terminaux. Pour rester dans un thème britannique, Canigou (en), chien de compagnie récurrent de la licence a été remplacé par Churchill, un Bulldog anglais. Au lieu des capsules, les objets peuvent être achetés grâce à des tickets du métro de Londres qui constituent la monnaie d'échange après-guerre.

## Développement
Le développement de Fallout: London a débuté en 2019. Il a une carte principale à peu près de la même taille que Fallout 4. Dans une entretien avec la BBC News au sujet du développement et des origines du mod, le directeur de la Team Folon, Dean Carter, révèle que l'idée d'un projet d'une amplitude plus petite date d'avant la pandémie de Covid-19 mais que le projet s'est complexifié et concrétisé comme un passe-temps pendant le confinement. La Team Folon était composée d'environ 100 moddeurs et de plus de 100 doubleurs, sans communication avec la société Bethesda, mais l'invasion de l'Ukraine par la Russie a réduit leurs effectifs et certaines options on été supprimés à la sortie pour être ensuite réintroduites sous formes de patchs correctifs. Certaines fonctionnalités, comme la possibilité de se déplacer à cheval ou à vélo, ont elles été abandonnés définitivement à cause de bugs. L'équipe était aussi composée de seulement d'une vingtaine de bêta-testeurs comparé à l'équipe de 150 testeurs de Fallout 4, ce qui limitait la correction des bugs.

### Audio
Le mod est entièrement doublé en anglais britannique et les dialogues empruntent à l'argot londonien. Les doubleurs sont principalement des volontaires recrutés sur internet mais incluent aussi les voix des acteurs de Doctor Who Colin Bakers (sixième Docteur) et Sylvester McCoy (Septième Docteur), mais aussi des comédiens de doublage tel que Neil Newbon, qui donne sa voix pour Astarion dans Baldur's Gate III ou Anna Demetriou (en) qui double Sophia dans A Plague Tale: Requiem. John Bercow, ancien président de la Chambre des communes du Royaume-Uni, donne sa voix à un robot qui préside lui aussi le Parlement britannique.
Le mod utilise une bande son inédite de 4 heures composée principalement par Daniel Morrison Neil, remplaçant entièrement la bande son du jeu Fallout 4.

### Annonce et Sortie
Une bande-annonce de gameplay de 18 minutes pour le mod est sortie le 18 mai 2022,. Le mod devait sortir en 2023, puis sa sortie a été ensuite été reportée jusqu'en avril 2024. Cette date a encore été repoussé, cette fois-ci en raison de la sortie d'un patch pour Fallout 4par Bethesda célébrant la sortie de la série télévisée Fallout : la next gen update. Cette mise à jour causait des problèmes de compatibilité avec le mod, mais plus gèneralement avec une grande partie autres mods de Fallout 4. Alors que les avis des joueurs étaient mitigés sur cette mise a jour et que les développeurs de la Team Folon étaient pris au dépourvus par la spontanéité de la mise a jour, n'ayant pas été prévenus par Bethesda, les développeurs décident de garder le mod pour la version antérieure du jeu, les utilisateurs de GOG n'ayant pas encore reçu la mise à jour du jeu. Pour leur part, les utilisateurs de Steam doivent rétrograder leur version de Fallout 4 manuellement ou en utilisant un installateur fourni par GOG.com,.
Fallout: London sort finalement le 25 juillet 2024. Le mod est distribué par GOG.com car il ne pouvait pas être publié sur les sites de mods à cause de sa grande taille. Suivant sa publication, le mod atteint le palier des 500000 téléchargements en 24 heures, un record pour la plateforme, le nombre de téléchargements cumulant le million de téléchargements quelques mois après sa sortie,. Un premier correctif fut publié le 9 aout 2024, permettant de corriger les problèmes les plus urgents. L'équipe continuant de travailler sur une mise à jour plus importante.

## Accueil
Le jeu a été applaudi pour son univers mais beaucoup de critiques sont dirigés vers les bugs, les problèmes techniques et la fréquence des crashs. Les critiques félicitent l'ambition et le sens du détail apporté à cette modification gratuite. Joshuah Wolens de PC Gamer décrit le projet comme "un exploit de modding impressionnant", et Lewis White de PCGamesN remarque que le mod est "tentaculaire" et qu'il "mérite d'être érigé en tant que monument du dévouement de fans".
Les critiques ont apprécié le monde, les personnages et l'interprétation de Fallout au sein d'un contexte britannique. Claus Larsen de Gamereactor considère son environnement détaillé et authentique et souligne "le charme et l'excentricité anglaise" capturés dans son doublage, ses références culturelles et ses lieux. Ravi Sinha de GamingBolt remarque "l'attention au détail" et les environnements bien construits" du mod, décrivant "l'ambiance plus sombre" de l'univers immersif et transportant d'un Londres rétrofuturiste. White souligne également "l'anglicisation du système de jeu" en incluant ses objets, easter eggs, et ses factions "soigneusement conçues". Wolens applaudit "les pastiches amusantes" du jeu.
Cependant, Fallout: London reçoit des critiques négatives pour ses bugs et ses problèmes techniques. Nombre de critiques soulignent les plantages fréquents du jeu, Wolens le qualifiant même " d'à peine jouable". Larsen cite d'autres problèmes techniques tel qu'une mauvaise uniformisation des enregistrements vocaux des doubleurs.